# ホメイン

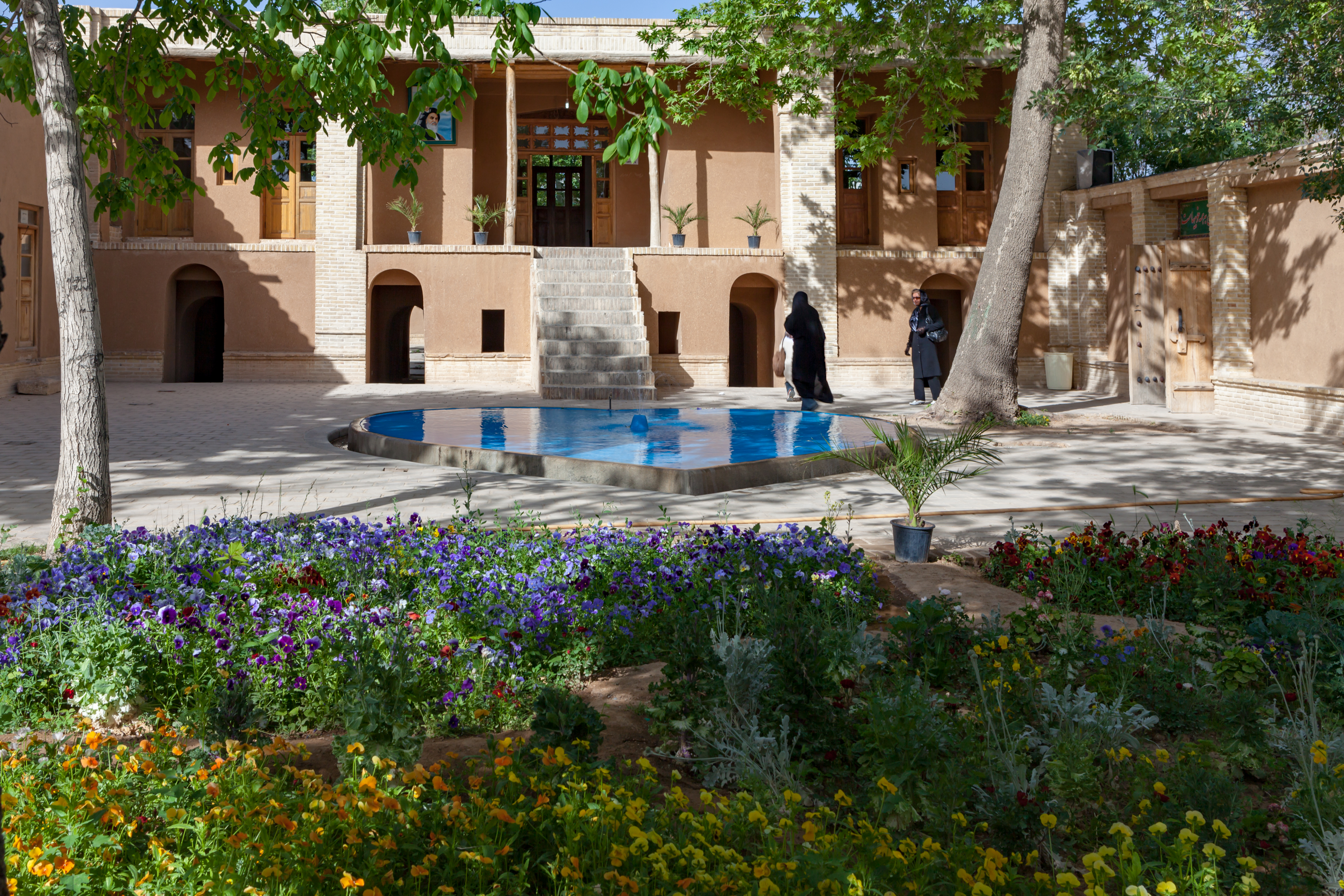
ホメインのホメイニー生誕の地

ホメイン (ペルシア語: خمين)はイランのマルキャズィー州、ホメイン郡の首都。  2015年の調査によると、人口は76,706人、17,399世帯が暮らしている。
ホメインは州の南部の肥沃な平原に位置し、コムから約160キロメートル (99 mi)、テヘランから325キロメートル (202 mi)離れている。ホメインの気候は穏やかな山岳気候から、半砂漠気候であり、冬は寒く、夏は適温である。ホメインの名は主に諸使徒と諸王の歴史と呼ばれる本の中で言及されていた。 イスラーム以前の遺物としては、カナートや下水道、有名な拝火教寺院を挙げることができる。ホメインは200年前、カマレの中心と言われていた。近年、この町はイラン革命の指導者、ルーホッラー・ホメイニー生誕の地として有名になった。ホメイニーの父の家は重要な歴史的記念館となっている。

## 歴史
ホメインの家族の家はイラン・イスラム共和国の建国者であり、元最高指導者アーヤトッラー・ルーホッラー・ホメイニーの生家だった。出生証明書によれば、ホメイニーは1902年の9月24日、預言者ムハンマドの娘ファーティマの記念日に生まれたが、実際の生年月日は1900年5月17日だった。